# Olympische Sommerspiele 2004/Teilnehmer (Honduras)
| Gelbes Symbol für Goldmedaillen mit stilisierten Olympischen Ringen | Graues Symbol für Silbermedaillen mit stilisierten Olympischen Ringen | Braundes Symbol für Bronzemedaillen mit stilisierten Olympischen Ringen |
| ------------------------------------------------------------------- | --------------------------------------------------------------------- | ----------------------------------------------------------------------- |
| —                                                                   | —                                                                     | —                                                                       |

Honduras nahm an den Olympischen Sommerspielen 2004 in Athen, Griechenland, mit einer Delegation von fünf Sportlern (drei Männer und zwei Frauen) teil.

## Teilnehmer nach Sportarten

### Judo
- Luis Alonso Morán
Halbschwergewicht (bis 100 kg) Männer: Qualifikation

### Leichtathletik
- Jonnie Lowe
400 Meter Männer: Vorläufe

### Schwimmen
- Ana Galindo
100 Meter Rücken Frauen: Vorläufe

- Roy Barahona
200 Meter Schmetterling Männer: Vorläufe

### Tischtennis
- Iizzwa Medina
Einzel Frauen: Vorrunde